# Galactia erecta
Galactia erecta là một loài thực vật có hoa trong họ Đậu. Loài này được Vail miêu tả khoa học đầu tiên.